# Gonodonta separans
Gonodonta separans är en fjärilsart som beskrevs av Walker 1857. Gonodonta separans ingår i släktet Gonodonta och familjen nattflyn. Inga underarter finns listade i Catalogue of Life.